# Oenospila lucifimbria
Oenospila lucifimbria là một loài bướm đêm trong họ Geometridae.